# فدراسیون ژیمناستیک ایران
فدراسیون ژیمناستیک جمهوری اسلامی ایران (GYMNASTIC'S FEDERATION I.R OF IRAN) یک سازمان مردم‌نهاد است که امور مربوط به رشته ورزشی ژیمناستیک در ایران را اداره می‌کند. سپاس‌پور اولین سرپرست فدراسیون ژیمناستیک بود که در سال ۱۳۲۱ تنها به مدت ۳ ماه عهده‌دار این مسئولیت بود. پس از وی نصرت‌الله حاج‌عظیمی به عنوان نخستین رئیس فدراسیون آغاز به کار کرد.

## روسا و سرپرستان پیشین
روسا و سرپرستان فدراسیون ژیمناستیک ایران
1. حسین سپاس پور ۱۳۲۱
2. نصرت‌الله حاج عظیمی ۱۳۲۱ تا ۱۳۲۵
3. محسن آروین ۱۳۲۵
4. احمد دهقان ۱۳۲۸ تا ۱۳۲۹
5. محمود نامجو ۱۳۲۹ تا ۱۳۳۲
6. نصرت‌الله حاج عظیمی ۱۳۳۲ تا ۱۳۳۶
7. محمد تقی وصالی ۱۳۳۶
8. سرهنگ پیروز ۱۳۳۷ تا ۱۳۳۹
9. عبداله والا ۱۳۳۹ تا ۱۳۴۳
10. محمد تقی وصالی ۱۳۴۳
11. منوچهر قاهری ۱۳۴۴تا ۱۳۴۵
12. مهندس آروین ۱۳۴۵ تا ۱۳۴۶
13. بیژن جهانبانی ۱۳۴۷ تا ۱۳۴۸
14. بیژن جهانبانی ۱۳۵۰ تا ۱۳۵۱
15. محمد تقی وصالی ۱۳۵۱ تا ۱۳۵۳
16. اکبر پرنده ۱۳۵۸ تا ۱۳۵۹
17. عبداله رسولی ۱۳۶۰
18. بیژن افشارزاده ۱۳۶۳
19. بهرام افشارزاده ۱۳۶۴ تا ۱۳۶۷
20. کریم سادات رضایی ۱۳۶۸ تا ۱۳۷۴
21. حسن رمضانیان پور ۱۳۷۴
22. کریم سادات رضایی ۱۳۷۴ تا ۱۳۸۱
23. حسن اسدی ۱۳۸۱ تا ۱۳۸۳
24. علی کفاشیان ۱۳۸۳
25. جمشید تقی‌زاده ۱۳۸۴
26. اکبر گهر خانی ۱۳۸۴ تا ۱۳۸۵
27. احمد محتشمی ۱۳۸۵ تا ۱۳۸۹
28. جعفر درویش زاده ۱۳۸۹ تا ۱۳۹۵
29. سید محمد شروین اسبقیان ۱۳۹۵ تا ۱۳۹۶
30. زهرا اینچه درگاهی ۱۳۹۶ تا ۱۴۰۰
31. حمید احمدی ۲۳ دی ۱۴۰۰ تا ۲ مرداد ۱۴۰۱
32. سید طاهر علوی ۲ تا ۳ مرداد ۱۴۰۱
33. زهره مرزوقی ۳ مرداد تا ۲ مهر ۱۴۰۱
34. عابد حقدادی ۲ مهر ۱۴۰۱ تا ۱۴۰۳
35. زهرا اینچه درگاهی: از اردیبهشت ۱۴۰۳ تا اکنون

## هیئت‌رئیسه کنونی
| سمت                                    | نام                |
| رئیس                                   | زهرا اینچه‌درگاهی   |
| دبیرکل                                 | سید مقداد قلندرپور |
| نایب رئیس بانوان                       | منیژه پازوکیان     |
| عضو هیئت رئیسه                         | سید مصطفی هاشمی‌طبا |
| عضو هیئت رئیسه                         | محمد آشوری تازیانی |
| عضو هیئت‌رئیسه                          | حسن رمضانیان‌پور    |
| عضو هیئت‌رئیسه                          | مسعود شفیعی        |
| عضو هیئت‌رئیسه                          | رضا محبوبی         |
| عضو هیئت‌رئیسه                          | ابوالقاسم جمشیدی   |
| عضو هیئت‌رئیسه                          | محمد مهدی مظلومیان |
| عضو هیئت‌رئیسه                          | هادی صیدی          |
| عضو هیئت رئیسه و کارشناس خبره فدراسیون | حمیدرضا هاشمی      |
| بازرس فدراسیون                         | رضا سامانی         |
| بازرس فدراسیون                         | زهرا موسوی         |
| مشاور رئیس فدراسیون/هیئت‌های استانی     | مهدی جعفری         |
| ذیحساب و مسؤول امور مالی               | نوری               |